# Erdeven
Erdeven is een gemeente in het Franse departement Morbihan (regio Bretagne). De plaats maakt deel uit van het arrondissement Lorient. De gemeente telde 3.987 inwoners op 1 januari 2022. Zij ligt in het zuiden van Bretagne, aan de Golf van Biskaje.

## Geografie
De oppervlakte van Erdeven bedroeg op 1 januari 2022 30,64 vierkante kilometer; de bevolkingsdichtheid was toen 130,1 inwoners per km².

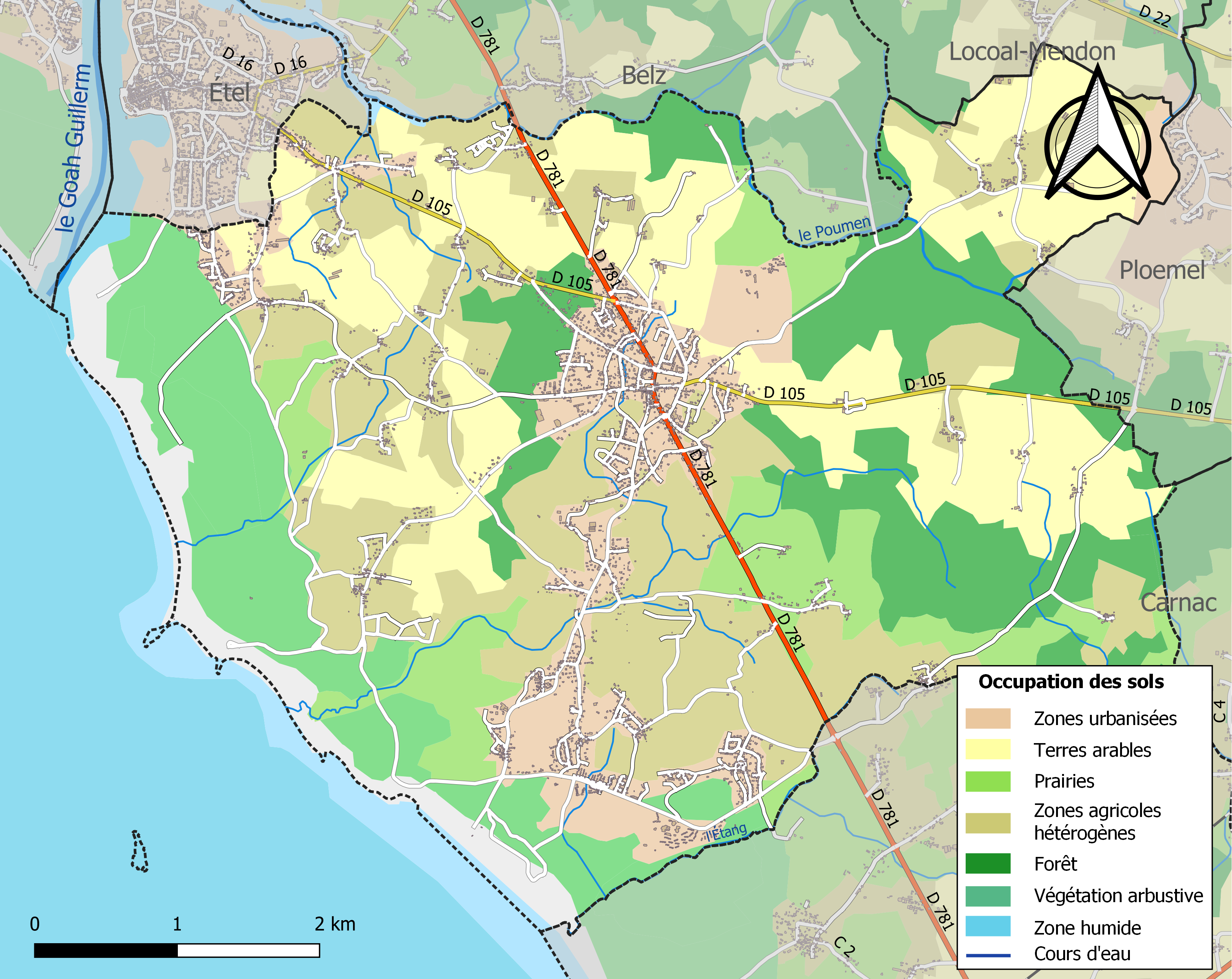
Kaart van de gemeente met de belangrijkste infrastructuur, bodemgebruik en omliggende gemeenten

## Demografie
Onderstaande figuur toont het verloop van het inwonertal, bron: INSEE-tellingen. 